# Каманчі-Норт-Шор (Каліфорнія)
Каманчі-Норт-Шор (англ. Camanche North Shore) — переписна місцевість (CDP) в США, в окрузі Амадор штату Каліфорнія. Населення — 1070 осіб (2020).

## Географія
Каманчі-Норт-Шор розташоване за координатами 38°14′40″ пн. ш. 120°57′14″ зх. д. / 38.24444° пн. ш. 120.95389° зх. д. (38.244343, -120.953905).  За даними Бюро перепису населення США в 2010 році переписна місцевість мала площу 5,97 км², уся площа — суходіл.

## Демографія
Згідно з переписом 2010 року, у переписній місцевості мешкало 979 осіб у 391 домогосподарстві у складі 277 родин. Густота населення становила 164 особи/км².  Було 480 помешкань (80/км²).
Расовий склад населення:
| - 87,8 % — білих - 1,4 % — корінних американців - 1,2 % — азіатів - 0,3 % — вихідців з тихоокеанських островів - 0,3 % — чорних або афроамериканців - 3,9 % — осіб інших рас |

До двох чи більше рас належало 5,0 %. Частка іспаномовних становила 15,3 % від усіх жителів.
За віковим діапазоном населення розподілялося таким чином: 23,5 % — особи молодші 18 років, 62,8 % — особи у віці 18—64 років, 13,7 % — особи у віці 65 років та старші. Медіана віку мешканця становила 44,1 року. На 100 осіб жіночої статі у переписній місцевості припадало 105,7 чоловіків;  на 100 жінок у віці від 18 років та старших — 107,5 чоловіків також старших 18 років.
Середній дохід на одне домашнє господарство  становив 65 649 доларів США (медіана — 65 231), а середній дохід на одну сім'ю — 68 657 доларів (медіана — 65 787). За межею бідності перебувало 4,6 % осіб, у тому числі 0,0 % дітей у віці до 18 років та 0,0 % осіб у віці 65 років та старших.
Цивільне працевлаштоване населення становило 316 осіб. Основні галузі зайнятості: освіта, охорона здоров'я та соціальна допомога — 25,6 %, публічна адміністрація — 23,1 %, оптова торгівля — 6,6 %, мистецтво, розваги та відпочинок — 5,7 %.